# ام‌اس ساوریگن
ام‌اس ساوریگن (به انگلیسی: MS Sovereign) یک کشتی است که طول آن ۲۶۸٫۳۳ متر (۸۸۰٫۳۵ فوت) می‌باشد. این کشتی در سال ۱۹۸۷ ساخته شد.